# Marcella Malaspina
Marcella Malaspina (... – 1630) è stata una nobile italiana.

## Biografia
Era l'unica figlia di Alfonso Malaspina (?-1594), della linea dei marchesi di Gragnola, derivati dai Malaspina di Fosdinovo, e di Ginevra Marioni (?-1612).
Sposò segretamente nel 1605 il marchese di Solferino Cristierno Gonzaga, chiacchierato e odiato dai suoi sudditi. Il matrimonio provocò risentimento nel duca di Mantova Vincenzo I Gonzaga e nel fratello di Cristierno Francesco, per questioni legate alla famiglia della sposa e chiedeva l'annullamento del matrimonio. La frattura tra i due fratelli si ricompose l'anno seguente.
Nel 1624 Marcella, a causa di dissidi familiari, abbandonò Solferino per Azzano di Verona, portando con sé i figli. Cristierno nel 1626 si recò alla casa della moglie minacciandola e a nulla valsero gli interventi di Ferrante III Gonzaga duca di Guastalla e del duca di Mantova Ferdinando Gonzaga.
Entrambi morirono di peste nel 1630, come i figli Luigia e Francesco.

## Discendenza
Marcella e Cristierno ebbero tre figli:
- Luigia (1611-1630);
- Carlo (1616-1680), principe di Castiglione e di Solferino;
- Francesco (1618-1630).

## Ascendenza
|                    |               |                  | Genitori          |  |  | Nonni           |  |  | Bisnonni           |  |
|                    |               |                  |                   |  |  | Leone Malaspina |  |  | Giovanni Malaspina |  |
|                    |               |                  |                   |  |  | Leone Malaspina |  |  | Giovanni Malaspina |  |
|                    |               | ...              |                   |  |  | Leone Malaspina |  |  |                    |  |
| Alfonso Malaspina  |               |                  |                   |  |  | Leone Malaspina |  |  |                    |  |
|                    |               | Manella Angarana | Galliano Angarana |  |  |                 |  |  |                    |  |
|                    |               | Manella Angarana | Galliano Angarana |  |  |                 |  |  |                    |  |
|                    |               | Manella Angarana | ...               |  |  |                 |  |  |                    |  |
| Marcella Malaspina |               | Manella Angarana |                   |  |  |                 |  |  |                    |  |
|                    | Carlo Marioni | ...              |                   |  |  |                 |  |  |                    |  |
|                    | Carlo Marioni | ...              |                   |  |  |                 |  |  |                    |  |
|                    | Carlo Marioni | ...              |                   |  |  |                 |  |  |                    |  |
| Ginevra Marioni    | Carlo Marioni |                  |                   |  |  |                 |  |  |                    |  |
|                    |               | ...              | ...               |  |  |                 |  |  |                    |  |
|                    |               | ...              | ...               |  |  |                 |  |  |                    |  |
|                    |               | ...              | ...               |  |  |                 |  |  |                    |  |
|                    |               | ...              |                   |  |  |                 |  |  |                    |  |